# Club Béisbol Viladecans
Il Club Béisbol Viladecans è una squadra di baseball e softball spagnola, con sede a Viladecans. Si tratta della società di baseball più titolata in Spagna, avendo vinto 21 campionati. Milita nella División de Honor, massima serie del campionato nazionale.

## Storia
Venne fondata nel 1945, ma, dato che nei primi anni si dedicò principalmente alla diffusione e promozione del baseball, disputò la prima competizione ufficiale soltanto nel 1954. Nel 1957 conobbe il suo primo successo, vincendo il trofeo Radio Ciudad de Barcelona.
Nel 1982 cominciò la lunga supremazia in ambito nazionale, con la vittoria del Campionato di Spagna o Coppa del Re. Tale competizione rimase la principale del baseball spagnolo fino a che, nel 1986, fu fondata la División de Honor. Il Viladecans fu ininterrottamente campione nazionale fino al 2002 compreso, nonché detentore della Coppa del Re fino al 2000. Il massimo risultato nella Coppa dei Campioni fu un quarto posto nel 2001.

## Palmarès
- Campionati spagnoli: 21

1982, 1983, 1984, 1985, 1986, 1987, 1988, 1989, 1990, 1991, 1992, 1993, 1994, 1995, 1996, 1997, 1998, 1999, 2000, 2001, 2002
- Coppe del Re: 15

1986, 1987, 1988, 1989, 1990, 1991, 1992, 1993, 1994, 1995, 1996, 1997, 1998, 1999, 2000

### Competizioni regionali
- Campionati catalani: 1

2010
- Coppa Catalana: 1

2010

### Finali perse
- Coppe del Re: 4

2001, 2002, 2006, 2008